# Kappa (mitología)

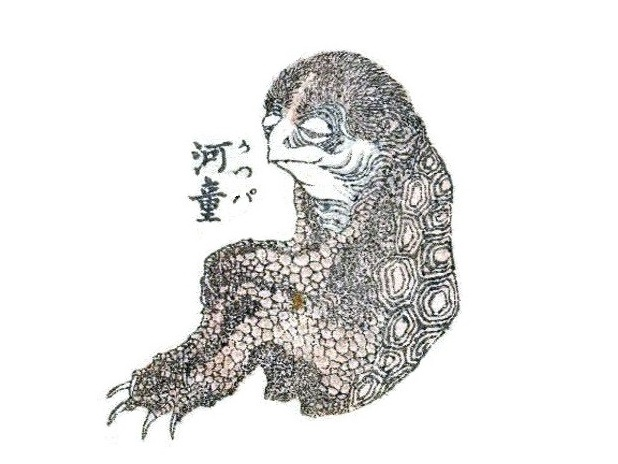
Ilustración de un kappa, por el pintor Katsushika Hokusai.

Un kappa (河童 lit. «niño de río»?), también conocido como kawatarō (川太郎?), komahiki (駒引 lit. «empuja caballos»?) y kawatora (川虎 lit. «tigre de río»?), es una variedad de yōkai o demonio perteneciente al folclore japonés que habita en los ríos o lagos. Su nombre es una combinación de las palabras kawa (río) y wappa, una variante de warawa (童), que se traduce como "niño." Los sintoístas le consideran como un suijin, una deidad del agua, así como también una de sus apariciones temporales. En el budismo japonés, los kappa son considerados como una especie de ogros hambrientos.
Existen más de ochenta nombres asociados con el kappa en diferentes regiones, incluyendo kawappa, gawappa, kōgo, mizushi, mizuchi, enkō, kawaso, suitengu y dangame. Junto con el Oni y el Tengu, el kappa es uno de los yōkai más conocidos en Japón. Estos diversos nombres de la criatura varían según la región y el folclore local, mientras que el término "kappa" sigue siendo el nombre más conocido fuera del país. Los kappa son a menudo usados por los padres para advertir a los niños acerca de los peligros que se esconden en los ríos y lagos, sosteniendo que los kappa intentan atraer a la gente al agua para ahogarla.

## Origen
Se cree que las leyendas de los kappa se basan en la salamandra gigante japonesa o hanzaki, una salamandra agresiva que atrapa a su presa usando sus poderosas mandíbulas. Otra posibilidad es que el mito apareciera a partir de la antigua tradición japonesa que consistía en introducir fetos que habían nacido muertos en pequeñas embarcaciones y lanzarlos a los ríos. Sobre el origen del nombre, se cree que viene de la palabra capa, que introdujeron los portugueses en Japón. Como los kappa suelen llevar un caparazón a modo de capa para cubrirse la espalda, la palabra portuguesa-española fue japonesizada kappa y utilizada para nombrar a estos seres mitológicos (este fenómeno de préstamos lingüísticos de palabras europeas al idioma japonés ha sido y todavía es frecuente desde el siglo XVI). A su vez, otras teorías sugieren que se basan en los avistamientos históricos de la ya extinta nutria de río japonesa vista desde la distancia; estas nutrias eran conocidas por erguirse en dos patas, un hecho que pudo haber causado numerosas confusiones.
El lugar más conocido donde se ha afirmado que supuestamente reside un kappa, es en las aguas del río Kappabuchi, en la ciudad de Tōno, Prefectura de Iwate. El templo budista local de Jōkenji ha dedicado una estatua de perro komainu para honrar al kappa, que según la leyenda ayudó a extinguir el fuego del templo. El kappa también es venerado en el templo budista de Sogenji en el distrito de Asakusa en Tokio, donde según la tradición, un brazo momificado de un kappa permanece dentro de la sala de la capilla.

## Apariencia

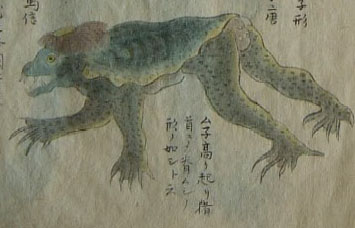
Un kappa que se cree que fue capturado en Chiba, al este de Tokio, en 1801.

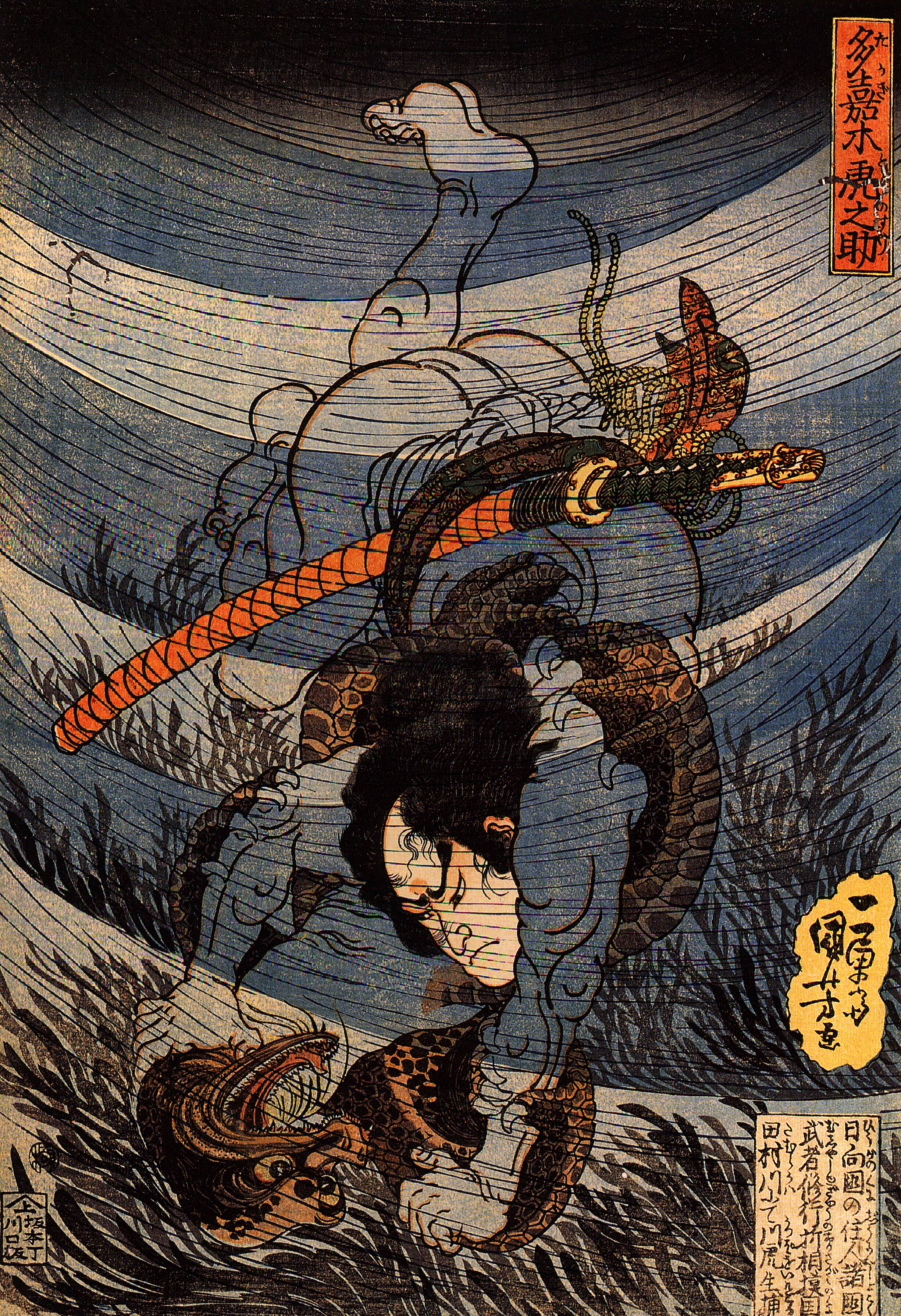
Takagi Toranosuke capturando un kappa bajo las aguas del río Tamura. Pintado por Utagawa Kuniyoshi el 1 de enero de 1797.

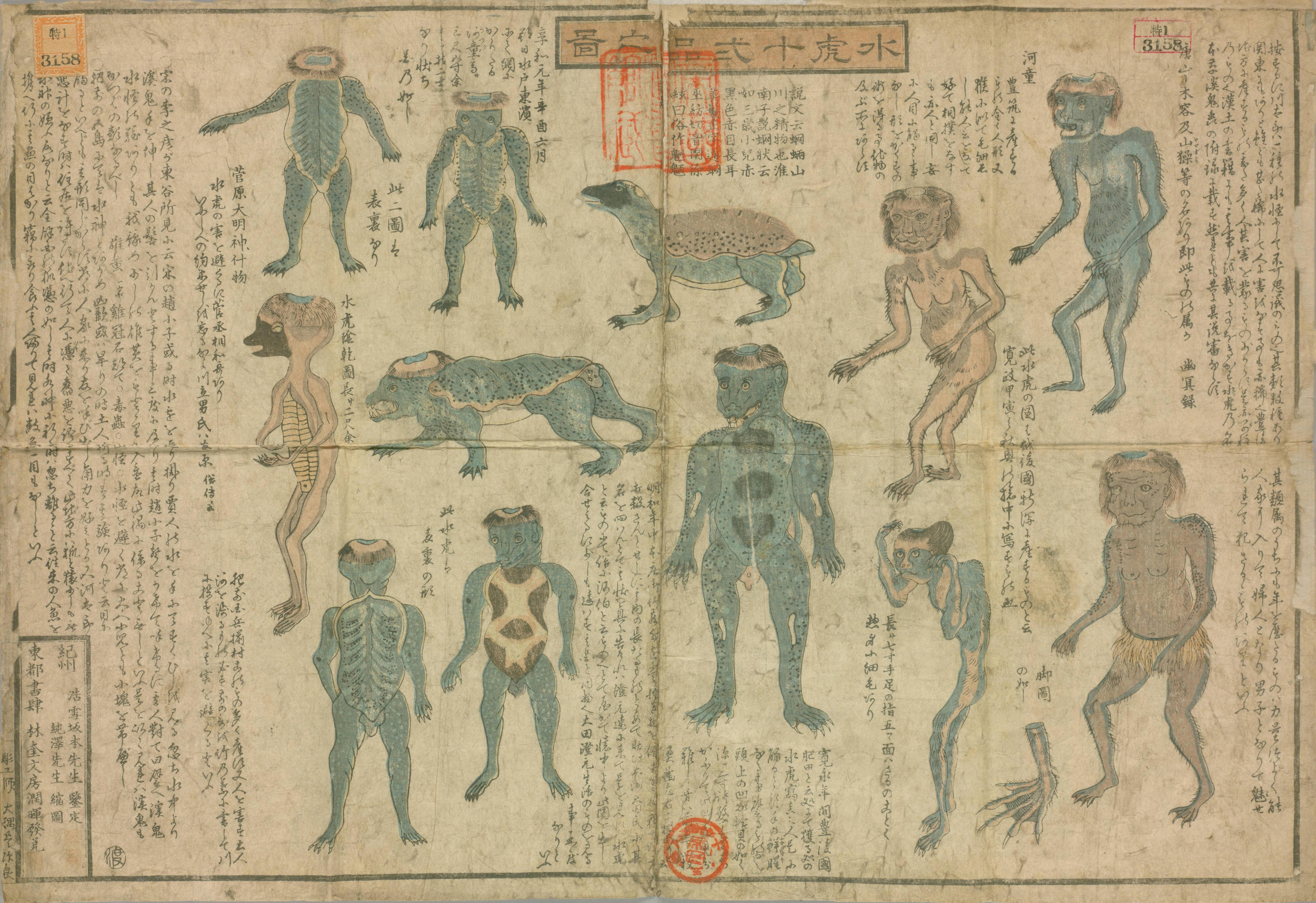
Ilustraciones sobre los kappa que datan de mediados del del libro 水虎十二品之図 (Suiko juni-hin no zu) (Guía ilustrada a 12 tipos de los kappa) autor e ilustrador Juntaku.

Los kappa suelen representarse como pequeños humanoides con forma de rana del tamaño de un niño. Su cara tiene aspecto de tortuga y en muchas ocasiones es ilustrado con un caparazón en la espalda. Su escamosa piel reptiliana varía de color desde el verde hasta el amarillo pasando por el azul. El hábitat natural de los kappa son los ríos, estanques y lagunas de Japón. Tienen adaptaciones morfológicas a su hábitat tales como membranas interdigitales en pies y manos que usan para desplazarse y nadar a gran velocidad. A veces se dice que huelen a pescado, y que sin duda puede nadar como ellos. La expresión kappa-no-kawa-nagare ("un kappa ahogándose en un río") transmite la idea de que incluso los expertos cometen errores.
Otra característica notable en algunas historias, es que los brazos del kappa, según se dice, están conectados entre sí a través del torso y son capaces de deslizarse de un lado al otro.
Pero lo más interesante de los kappa es que tienen una especie de calva en la cima de sus cabezas que está llena de agua. Se trata de una cavidad en la cabeza con agua y rodeada de pelo. Según la leyenda, los kappa son muy poderosos y toda su energía proviene del agua que tienen en sus cabezas. Si salen a la superficie y, por evaporación u otro fenómeno pierden el agua de sus cabezas, también pierden sus poderes y pueden incluso llegar a morir, debido a que quedarían como animales cualesquiera.
Mientras que son principalmente criaturas del agua, en ocasiones se aventuran por tierra. Cuando lo hacen, pueden cubrir sus cabezas con algún objeto, como un casco o un plato, para proteger esa zona. De hecho, en algunas encarnaciones, los kappa pasarían la primavera y el verano en el agua, y el resto del año en las montañas como uno de los innumerables yama no kami (山の神, "deidad de las montañas"). Aunque noticias de sus avistamientos, y creencias de que habitan muy cerca se dan por todo Japón, en la Prefectura de Saga tienen una larga tradición con los kappa.

## Comportamiento

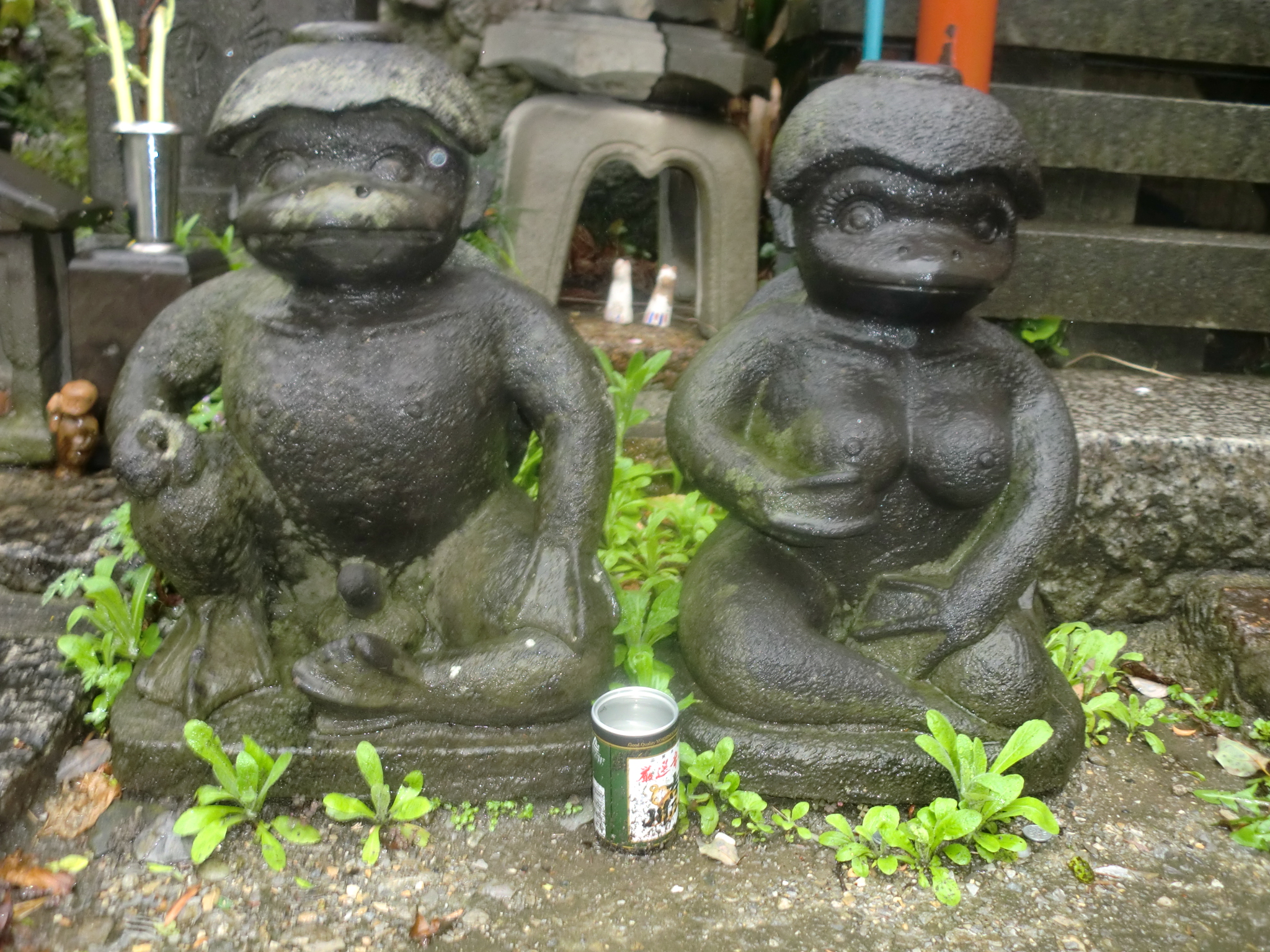
Estatuas de hombre y mujer kappa en el Templo de Sougenji-Kappa-Dera, Tokio, Japón. Foto tomada el 14 de abril de 2012.

Los kappa suelen ser los antagonistas en los cuentos tradicionales japoneses. En las historietas suelen tirarse flatulencias muy fuertes, mirar a las muchachas a escondidas mientras se desvisten, robar hortalizas en los huertos, raptar a niños o violar a las mujeres. De hecho, una de las comidas favoritas de los kappa son los niños, un manjar al que no se pueden resistir. Los kappa se alimentan de sus víctimas arrancándoles y comiéndose el shirikodama que se trata de una especie de bola que se encuentra dentro del ano, posiblemente referida a la próstata. Para asustar a los kappa se puede utilizar fuego. Aún hay muchas aldeas en Japón que utilizan fuegos artificiales cada año para asustar a los malos espíritus, entre ellos los kappa. Aun así, según la mitología, los kappa son seres muy educados que siguen a la perfección el código de conducta japonés. Por esto, según la tradición, para poder escapar de un kappa solo es necesario hacer una reverencia. El kappa se verá obligado a devolverla, dejando caer el agua de su calva y perdiendo temporalmente sus poderes.
Hasta aquí el lado malo de los kappa, pero también tienen su lado bueno. Los kappa son bastante curiosos y les gusta espiar a los humanos. Entienden y pueden hablar japonés. En ocasiones incluso se relacionan con los humanos, siempre y cuando obtengan beneficios. Por ejemplo, suelen hacer encargos para los humanos recibiendo pepinos a cambio, que para los kappa es la única comida más deliciosa que los niños. Tradicionalmente, las familias japonesas lanzaban pepinos a los lagos cercanos a sus casas con los nombres de cada miembro de la familia escritos en ellos para evitar que los kappa se comieran a los niños. Hoy en día, existe un tipo de sushi llamado kappamaki (rollo de kappa), que es simplemente arroz con un trocito de pepino en el centro.
Algunos kappa llegan a hacerse amigos del hombre, e incluso los ayudan a regar los huertos o enseñan trucos de medicina. Según la leyenda tienen grandes poderes para eliminar los dolores de espalda. Existen templos dedicados para algunos kappa mitológicos que se cree ayudaron a los pobladores de la aldea.

## Variantes

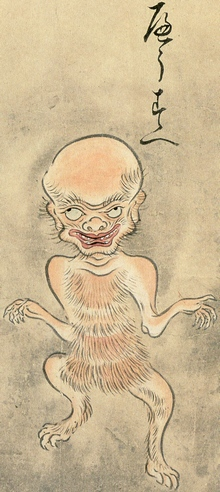
Hyōsube (ひょうすべ, una especie de kappa cubierto de pelo) del libro Hyakkai Zukan (百怪図巻) circa 1737 del autor Sawaki Suushi (佐脇嵩之). Escaneado a partir del volumen ISBN 4-336-04187-3.

- Una variante peluda del kappa es llamada Hyōsube (ひょうすべ?).[19]

- Yamawaro, también conocido como Yamawarawa (やまわろ, やまわらわ) es un yōkai. Esta forma de nombrarlo se originó en Kyushu y se extendió por todo el oeste de Japón. El nombre escrito en kanji (山童) significa "niño en las montañas". Este yōkai podría ser también el ser en el que se transforman los kappa cuando según la leyenda dejan los lagos y se refugian en las montañas en invierno.[20]

- Los kappa pueden ser similares en ciertos aspectos a las finesas Näkki, a las escandinavas/germánicas Näck/Nixe, a los eslavos Vodník y los Kelpie escoceses; todos se han utilizado entre otras cosas para asustar a los niños de los peligros que acechan en las aguas. En esta línea se encuentra el relato corto de Gustavo Adolfo Becquer Los ojos verdes.